# Randy Kraft

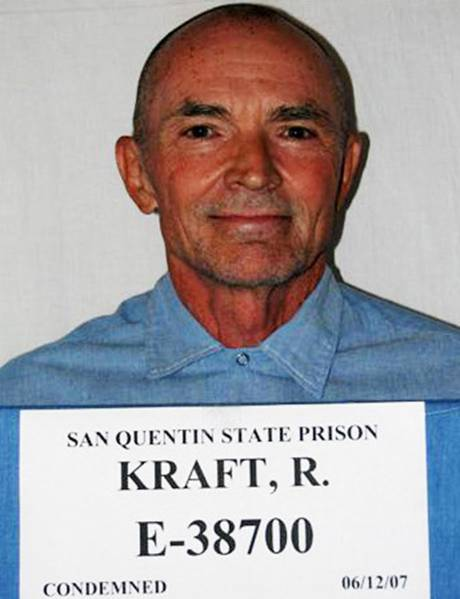

Randy Steven Kraft (ur. 19 marca 1945 w Long Beach) – amerykański seryjny morderca, nazywany Autostradowym mordercą (tym samym pseudonimem określani są: William Bonin i Patrick Kearney). Został skazany na karę śmierci za popełnienie 16 morderstw, ale nieoficjalnie podejrzewa się, że mógł zabić co najmniej 51 innych osób. Obecnie przebywa w więzieniu stanowym San Quentin w Kalifornii, gdzie oczekuje na egzekucję.

## Życiorys
Tuż przed jego urodzinami rodzice Krafta przenieśli się z Wyoming do Kalifornii. Był czwartym dzieckiem i jedynym synem w rodzinie. W 1948 Kraftowie przeprowadzili się do Westminster w stanie Kalifornia. W Westminster High School był dobrym uczniem i ukończył je w 1963. Następnie rozpoczął naukę w Claremont McKenna College w Claremont w Kalifornii.
Po raz pierwszy Kraft został zatrzymany w marcu 1970 r. Zwabił wtedy do swojego mieszkania 13-letniego Josepha Fanchera, którego odurzył i zgwałcił. Ostatecznie postępowanie wobec Krafta zostało umorzone.
Pierwszego morderstwa dopuścił się 24 grudnia 1972 r., zamordował wtedy 20-letniego Edwarda Moore'a. Kraft na swoje ofiary wybierał autostopowiczów, których odurzał w trakcie jazdy samochodem. Następnie wiązał ofiary, gwałcił je i torturował (jednemu z zamordowanych mężczyzn odciął genitalia, gdy ten jeszcze żył). Ostatecznie dusił ofiary, ciała zaś porzucał przy drogach.
Randy'ego Krafta aresztowano 14 maja 1983 r., miało to miejsce w związku z przekroczeniem prędkości w trakcie jazdy samochodem. W samochodzie Krafta policjanci znaleźli ciało 25-letniego Terry'ego Gambrela, uduszonego kilka godzin wcześniej. Początkowo śledczy przypisywali Kraftowi zamordowanie 67 osób, ale nie mieli dowodów na potwierdzenie tej tezy. Randy Kraft został uznany winnym dokonania 16 morderstw i skazany na karę śmierci. Obecnie przebywa w więzieniu stanowym San Quentin.

## Ofiary Krafta
| L.p. | Nazwisko            | Wiek | Data morderstwa   | Miejsce morderstwa |
| ---- | ------------------- | ---- | ----------------- | ------------------ |
| 1.   | Edward Moore        | 20   | 24 grudnia 1972   | Seal Beach         |
| 2.   | Kevin Bailey        | 17   | 9 kwietnia 1973   | Huntington Beach   |
| 3.   | Ronnie Wiebe        | 20   | 28 lipca 1973     | Seal Beach         |
| 4.   | Keith Crotwell      | 18   | 29 marca 1975     | Long Beach         |
| 5.   | Mark Hall           | 22   | 1 stycznia 1976   | Corona             |
| 6.   | Scott Hughes        | 18   | 16 kwietnia 1978  | Anaheim            |
| 7.   | Roland Young        | 23   | 11 czerwca 1978   | Irvine             |
| 8.   | Richard Keith       | 20   | 19 czerwca 1978   | Carson             |
| 9.   | Keith Klingbeil     | 23   | 6 lipca 1978      | Mission Viejo      |
| 10.  | Michael Inderbieten | 21   | 18 listopada 1978 | San Diego          |
| 11.  | Donald Crisel       | 20   | 16 czerwca 1979   | Irvine             |
| 12.  | Robert Loggins      | 23   | 23 sierpnia 1980  | Huntington Beach   |
| 13.  | Eric Church         | 21   | 27 stycznia 1983  | Sacramento         |
| 14.  | Rodger DeVaul       | 20   | 12 lutego 1983    | Buena Park         |
| 15.  | Geoffrey Nelson     | 18   | 12 lutego 1983    | Buena Park         |
| 16.  | Terry Lee Gambrel   | 21   | 14 maja 1983      | Mission Viejo      |